# Чкалово (Генический район)
Чка́лово (укр. Чкалове) (до 1936 г. — Доренбург) — село в Новотроицкой поселковой общине Генического района Херсонской области Украины.
Расположено в 20 км к северо-западу от районного центра.
Через село проходит автодорога
Р-47 Херсон — Новая Каховка — Геническ.
Население 3456 человек, в 1989 году.
Население 2691 человек. в 2001 году.
Население 2246 человек. в 2010 году.
Население 2153 человек. в 2014 году.
Население по переписи 2001 года составляло 2691 человек. Почтовый индекс — 75320. Телефонный код — 5548. Код КОАТУУ — 6524485001.
Вблизи с. Ковыльного исследованы курганные погребения эпохи поздней бронзы (конец II тыс. до н. э.), скифов, а также кочевников XI—XIII веков нашей эры.